# I promessi paperi
I promessi paperi è una storia a fumetti scritta da Edoardo Segantini e disegnata da Giulio Chierchini, parodia dei Promessi sposi di Alessandro Manzoni. È il primo tentativo degli autori Disney di parodiare il romanzo storico manzoniano seguito nel 1989 da una seconda versione, I promessi topi.

## Storia editoriale
Venne originariamente pubblicata in due puntate sui numeri 1086 e 1087 di Topolino (19 e 26 settembre 1976) e quindi ripubblicata in volume unico all'interno del ciclo delle Grandi Parodie Disney.

## Trama
La storia inizia sul ben conosciuto ramo del lago di Como, che volge a mezzogiorno tra due file non interrotte di monti, tutto insenature e golfi. È su queste rive che si innalza solitario il castello del signorotto Don Paperigo. Per quanto egli sia ricchissimo e potente (oltre che protetto dalle sue guardie, i "bravotti"), la sua vita non è però delle più tranquille: quasi quotidianamente, infatti, riceve la visita indesiderata di Gertruda (da lui chiamata "rompiscatole lombarda"; ma per il volgo è meglio conosciuta come la "scocciatrice di Monza"). La donna è perennemente accompagnata dal famelico tutore, Don Cicciondio. Lo scopo delle sue visite è uno solo: conquistare la mano del signorotto. A nulla valgono i tentativi dei bravotti di impedirle l'accesso al castello: la donna, a colpi di matterello, riesce sempre a farsi strada.
Quando ormai Don Paperigo sembra rassegnarsi alle visite della grande scocciatrice ecco che si presenta al suo castello una soluzione inaspettata. Si tratta di Paperenzo Strafalcino, "poeta ditirambico a tassametro", giunto al castello ad offrire i suoi servigi. Con la scusa di allietare Gertruda con il suo canto, il signorotto riesce a mettere Paperenzo in una situazione compromettente. Quando infatti il cantore viene visto cantare accompagnando a casa Gertruda per ordine del Don, tutti credono che il giovane stia corteggiando la donna; così, almeno, viene fatto credere a Paperenzo. Pochi giorni dopo, egli viene minacciato dai bravotti: Paperenzo deve sposare al più presto Gertruda, con delle vere e proprie nozze riparatrici: come dicono i bravotti: Questo matrimonio s'ha da fare! E al più presto! Il problema di Paperenzo è che la stessa frase gli viene pronunciata dalla sua promessa sposa, Lucilla Paperella, quando egli cerca di guadagnare tempo per sistemare la situazione.
Messo alle strette sia dai bravotti che da Paperella, Paperenzo chiede aiuto allo scienziato Mescolaintrugli. La soluzione di quest'ultimo è la seguente: usando uno speciale elisir di sua invenzione, l'"elisir dello sciopero", Paperenzo sarà in grado di mettere a tacere i bravotti, che non avranno alcuna voglia di lavorare dopo aver respirato l'effluvio sprigionato dall'elisir. Peccato che la giornata sia particolarmente ventosa e l'ampolla dell'elisir cada di mano a Paperenzo: sempre grazie al vento, l'elisir dello sciopero viene portato fino a Milano.
Proprio a Milano Paperenzo decide di fuggire, ignaro del fatto che la città è diventata inabitabile: l'elisir dello sciopero ha infatti colpito i postini milanesi; nella parodia non scoppia quindi la peste, ma scoppiano le poste. Le strade sono tappezzate di lettere mai recapitate e i postini gettano sacchi di missive dalle finestre per puro divertimento. Dopo alcune disavventure nella città lombarda, Paperenzo decide di attraversare l'Adda e di rifugiarsi dal fortunatissimo, ma inospitale, cugino Gastolo.
Il motivo della fuga oltre l'Adda di Paperenzo è semplice: uscire dal territorio di Don Paperigo e dei suoi bravotti. Ma i suoi guai non sono finiti. Ora si trova infatti all'interno del territorio di Mainomato, un altro signorotto che da sempre nutre un complesso di inferiorità notevole nei confronti di Don Paperigo e che da quest'ultimo riceve la richiesta di catturare il menestrello. Attirare Paperenzo al castello di Mainomato è semplice: viene infatti sparsa la notizia secondo cui il signore cerca un menestrello per le sue feste. Gastolo risponde in gran fretta all'annuncio, già stufo di avere Paperenzo in casa.
Arrivato al castello, a Paperenzo viene imposto di firmare un impegno di nozze con Gertruda. Sulle prime il poeta non accetta, ma dopo essere stato sottoposto a tortura (musica rock al massimo volume, evidente parodia del brano di Adriano Celentano, Il tuo bacio è come un rock), la firma è inevitabile. A Paperenzo viene quindi chiesto di cantare qualcosa. E a questo punto avviene l'incredibile: Paperenzo, intonando una canzone di lode a Don Paperigo, riesce a risvegliare l'orgoglio di Mainomato. Pur di non essere più succube del vicino, strappa in mille pezzi l'impegno di matrimonio che Paperenzo aveva firmato poco prima. Il poeta viene finalmente liberato.
Tornando al suo paese, Paperenzo decide di raccontare tutta l'accaduto: ma non all'isterica Paperella, come sarebbe naturale, ma a Gertruda. La donna, con la collaborazione della promessa sposa, attua quindi la sua vendetta contro Don Paperigo. Le due vanno a Milano, in Piazza del Dolore, dove si trova l'ufficio dell'unica categoria di lavoratori per natura immuni a qualsiasi epidemia, compresa quella dello sciopero: gli impiegati del fisco. Ottenuto di parlare con il supremo gabelliere, le due donne denunciano Don Paperigo per evasione fiscale. È così che, proprio mentre il Don si sta rallegrando con i bravotti per la buona riuscita dell'operazione (ma non li premia, bensì butta addosso a loro un grosso carico di monete), arrivano al castello i "gabellotti d'assalto", il corpo speciale dell'ufficio delle tasse destinato agli evasori più gravi. Don Paperigo viene condannato alla berlina e Gertruda, come sempre, lo aspetta per sposarlo fra 33 giorni, 33 ore, 33 minuti e qualche secondo.

### Differenze rispetto alla trama originale
Per quanto riguarda invece la storia e le situazioni si può vedere che:
- la minaccia dei bravi è completamente ribaltata rispetto all'originale manzoniano: se in quest'ultimo questo matrimonio non s'ha da fare, né ora, né mai, nella parodia questo matrimonio s'ha da fare! E al più presto!;
- se nell'originale manzoniano scoppia la peste, nella parodia scoppiano le poste di Milano;
- come molte volte nel corso dei Promessi sposi, la storia si conclude con l'espressione la storia non lo dice.
- nella versione originale, Bortolo era poco citato e non si mettevano in risalto le sue qualità. Invece, nella parodia, Gastolo è un personaggio importante molto caratterizzato.

## Personaggi
I personaggi del romanzo sono interpretati dai personaggi della Disney con il nome modificato, come di seguito riportato:
- il filatore di seta Renzo Tramaglino è impersonato dal personaggio di Paperino, qui chiamato Paperenzo Strafalcino;
- Lucia Mondella è impersonato dal personaggio di Paperina, qui chiamato Lucilla Paperella;
- il signorotto Don Rodrigo è impersonato dal personaggio di Paperon de' Paperoni, qui chiamato Don Paperigo;
- il curato Don Abbondio è impersonato dal personaggio di Ciccio, qui chiamato Don Cicciondio;
- L'innominato è impersonato dal personaggio di Rockerduck, qui chiamato Mainomato;
- i Bravi sono impersonati dalla Banda Bassotti e rinominati Bravotti;
- la monaca di Monza Gertrude è impersonata dal personaggio di Brigitta che viene qui rinominata come la scocciatrice di Monza Gertruda;
- il cugino di Renzo, Bortolo, è impersonato dal personaggio di Gastone, qui chiamato Gastolo;
- la figura dell'avvocato Azzeccagarbugli  è impersonata dal personaggio di Archimede e qui viene riproposta come inventore e scienziato Mescolaintrugli.